# Килем
Килем (фр. Killem) насеље је и општина у Француској у региону Север-Па д Кале, у департману Север.
По подацима из 2011. године у општини је живело 980 становника, а густина насељености је износила 81,73 становника/km².

## Демографија
| 1962. | 1968. | 1975. | 1982. | 1990. | 2011. |
| ----- | ----- | ----- | ----- | ----- | ----- |
| 909   | 823   | 820   | 849   | 976   | 980   |